# Municipio de Kentucky (condado de White)
El municipio de Kentucky (en inglés: Kentucky Township) es un municipio ubicado en el condado de White en el estado estadounidense de Arkansas. En el año 2010 tenía una población de 1328 habitantes y una densidad poblacional de 14,58 personas por km².

## Geografía
El municipio de Kentucky se encuentra ubicado en las coordenadas 35°19′0″N 92°3′40″O / 35.31667, -92.06111. Según la Oficina del Censo de los Estados Unidos, el municipio tiene una superficie total de 91.08 km², de la cual 90,99 km² corresponden a tierra firme y (0,1 %) 0,09 km² es agua.

## Demografía
Según el censo de 2010, había 1328 personas residiendo en el municipio de Kentucky. La densidad de población era de 14,58 hab./km². De los 1328 habitantes, el municipio de Kentucky estaba compuesto por el 94,43 % blancos, el 0,15 % eran amerindios, el 0,08 % eran asiáticos, el 0,15 % eran isleños del Pacífico, el 2,26 % eran de otras razas y el 2,94 % eran de una mezcla de razas. Del total de la población el 5,5 % eran hispanos o latinos de cualquier raza.